# Hattie Jacques
Hattie Jacques, née Josephine Edwina Jacques le 7 février 1922 à Sandgate et morte le 8 octobre 1980 à Londres, est une actrice britannique. 

## Biographie
Hattie Jacques a été mariée en 1949 à John Le Mesurier, avec lequel elle a eu deux enfants, Robin et Kim, avant de divorcer en 1965.

## Filmographie

### Actrice

#### Cinéma
- 1947 : La Couleur qui tue
- 1947 : Nicholas Nickleby (The Life and Adventures of Nicholas Nickleby) : Mrs. Kenwick (non crédité)
- 1948 : Oliver Twist : Singer at 'Three Cripples'
- 1949 : The Gay Lady : Daisy Delaware
- 1949 : The Spider and the Fly : Café Michel Barmaid (non crédité)
- 1950 : Chance of a Lifetime : Alice
- 1950 : Waterfront Women : Singer
- 1951 : Scrooge : Mrs. Fezziwig
- 1952 : No Haunt for a Gentleman : Mrs. Fitz-Cholmondley
- 1952 : The Pickwick Papers (en) : Mrs. Nupkins
- 1952 : Vampire Over London : Mrs. Jenks
- 1953 : The Adventures of Sadie : Mrs. Patch
- 1954 : La Loterie de l'amour : Chambermaid (non crédité)
- 1954 : Up to His Neck : Rakiki
- 1955 : L'Abominable Invité : Party girl
- 1956 : C'est formidable d'être jeune : Woman in Sports Car with Dog (non crédité)
- 1958 : Allez-y sergent ! (Carry On Sergeant) de Gerald Thomas : Capitaine Clark
- 1958 : Le Point de chute : Gretchen von Schmettering
- 1959 : Follow a Star : Dymphna Dobson
- 1959 : Le collège s'en va-t-en guerre : Grace Short
- 1959 : Left Right and Centre : Left - Woman in Car
- 1959 : Make Mine a Double : Ada
- 1959 : The Navy Lark : Fortune Teller
- 1959 : Un thermomètre pour le colonel : Matron
- 1960 : L'Académie des coquins : 1st Instructress
- 1960 : Les Loustics à l'hosto : Sgt. Laura Moon
- 1960 : Un vison pour mademoiselle : Nanette Parry
- 1960 : Watch Your Stern : Agatha Potter
- 1961 : Carry on Regardless : Hospital Sister
- 1962 : In the Doghouse : Primrose Gudgeon
- 1962 : Maid for Murder : Miss Richards
- 1963 : Carry on Cabby : Peggy Hawkins
- 1963 : The Punch and Judy Man : Dolly Zarathusa, the Fortune Teller (non crédité)
- 1967 : Carry on Doctor : Matron
- 1967 : The Bobo : Trinity Martinez
- 1967 : The Plank : Woman with Rose
- 1969 : Carry on Again Doctor : Matron
- 1969 : Gonflés à bloc : Lady Journalist
- 1969 : Les Cinglés du camping : Miss Haggard
- 1969 : Sophie's Place : Mabel
- 1969 : The Magic Christian : Ginger Horton
- 1970 : La Marieuse électronique : Sophie Plummett
- 1971 : Carry on at Your Convenience : Beattie Plummer
- 1971 : Danger Point : Miss Keen
- 1972 : Carry on Matron : Matron
- 1972 : L'Île en folie : Floella
- 1974 : Carry on Dick : Martha Hoggett
- 1975 : Three for All : Security Official

#### Courts-métrages
- 1953 : All Hallowe'en
- 1953 : The Pleasure Garden
- 1969 : Rhubarb (film, 1969)
- 1980 : Rhubarb Rhubarb

#### Télévision
Séries télévisées
- 1954 : Happy Holidays : Mrs. Mulberry
- 1955-1956 : The Granville Melodramas : Mrs. Fairweather / Miss Cornelia / Mrs. Stapleton / ...
- 1956 : The Tony Hancock Show : Various Characters
- 1956 : Wolfe at the Door
- 1957-1959 : BBC Sunday-Night Theatre : Mrs. Phyllis Tutt / Interval act / Mrs. Hewlett
- 1957-1959 : Hancock's Half Hour : Amorous Lady / Mrs. Witherspoon / Baroness Helen / ...
- 1960-1962 : Our House : Georgina Ruddy
- 1960-1965 : Sykes and A... : Hattie Sykes / Harriet Sykes
- 1962 : That Was the Week That Was
- 1962-1971 : A Christmas Night with the Stars : Hattie Sykes - A Policeman's Lot segment / Harriet Sykes
- 1964 : A Choice of Coward : Madame Arcati
- 1964 : ITV Play of the Week : Madame Arcati
- 1964 : Miss Adventure : Stacey Smith
- 1966-1967 : Jackanory : Storyteller
- 1967 : Theatre 625 : Helen
- 1968 : Knock Three Times : Aunt Nancy Popinjay
- 1968 : Never a Cross Word
- 1968 : Ooh La La! : Madame Legrainard
- 1968 : The World of Beachcomber
- 1970 : Temporel (Catweazle) : Madam Rosa
- 1970 : Charley's Grants : Miss Manger
- 1970 : Inside George Webley : Mavis Butterfield
- 1971 : Doctor at Large : Mrs. Askey
- 1971 : Sykes and a Big Big Show
- 1972-1979 : Sykes : Hattie Sykes
- 1975 : Carry On Laughing : Queen Elizabeth I

Téléfilms
- 1948 : No, No, Nanette : Flora
- 1948 : The Players' Theatre Revue
- 1950 : The Adventures of Sir Percy Howsey
- 1954 : Brass for Brass
- 1956 : Pantomania, or Dick Whittington : Good Fairy
- 1957 : The Two Mrs. Carrolls : Clemence
- 1959 : Cup of Kindness : Mary Brough
- 1961 : Sally Ann Howes Variety Show
- 1967 : Sykes Versus ITV
- 1967 : Titi-Pu : Katisha
- 1968 : Howerd's Hour : Hot Seat Kate
- 1969 : Carry on Christmas : Elizabeth Barrett / Nun / Bemused Passer-By
- 1969 : Pickwick : Mrs. Bardell
- 1970 : Holiday Startime Special : Special Invité
- 1971 : Sykes: With the Lid Off
- 1971 : The Laughing Stock of Television
- 1972 : Carry on Christmas: Carry on Stuffing : Fiona Clodhopper / Miss Harriet / Miss Molly Coddles / ...
- 1977 : Eric Sykes Shows a Few of Our Favourite Things : Harriet / Minnehaha

### Productrice

#### Télévision
Téléfilms
- 1954 : The Minstrel Show
- 1955 : Twenty Minutes South

### Parolière

#### Télévision
Téléfilms
- 1969 : Pickwick